# Dust (Marvel)
Dust (echte naam Sooraya Qadir) is een personage uit de strips van Marvel Comics. Ze is een mutant en een van de leerlingen aan Xaviers school voor mutanten. Ze werd bedacht door Grant Morrison en Ethan Van Sciver, en verscheen voor het eerst in New X-Men #133 (2002).
Dust is een van de 27 studenten van Xaviers school die haar krachten behield na de gebeurtenissen uit House of M.

## Geschiedenis
Dust is een Soennistische Moslim, geboren in Afghanistan. Ze bezit de mutantenkracht om haar lichaam geheel in zand te veranderen. Ze werd gered door Wolverine en Fantomex uit een slavenkamp en naar de X-Corps basis in India gestuurd.
Uiteindelijk werd Dust toegelaten op Xaviers school in Westchester County, New York. Vanwege haar stille en nerveuze karakter had ze moeite zich aan te passen aan haar nieuwe omgeving. Zeker omdat ze de luidruchtige Surge als kamergenoot kreeg. Ze werd door Emma Frost gerekruteerd voor haar nieuwste Hellions team.
Tijdens de House of M verhaallijn, maakte Scarlet Witch 90% van de mutanten in de wereld machteloos. Daarmee slonk het aantal studenten op Xaviers school naar 27, waarvan Dust er een was. Alle binnen de school bestaande teams werden opgeheven, en de 27 overgebleven studenten werden in een team samengebracht: de New X-Men.

## Krachten en vaardigheden
Dust kan haar lichaam geheel veranderen in een wolk van een zandachtige substantie. Onder normale omstandigheden kan ze zelf bepalen waar deze wolk heen beweegt. In sommige gevallen kan ze in haar stofvorm zo snel bewegen, dat ze het vlees van de botten van tegenstanders kan scheuren. In haar zandvorm is ze tevens zeer lastig te detecteren middels telepathie.

## In andere media
- Dust speelde mee in de aflevering "Hindsight" Pt. 1 van Wolverine and the X-Men. Haar stem werd gedaan door Tara Strong.
- Dust heeft een cameo in de film X-Men Origins: Wolverine als een van de gevangen mutanten in William Strykers basis.

## Trivia
- Dusts krachten vertonen sterke overeenkomsten met die van de superschurk Sandman, een vaste vijand van Spider-Man. Het grootste verschil is dat Dusts zandvorm een door de lucht zwevende stofwolk is, terwijl Sandman een hardere over de grond voortbewegende vorm heeft.
- Een andere mutant met de naam Dust verscheen in het Marvel 2099 boek 2099 Genesis. Dit was een mutant met lang grijs haar en telekinetische krachten. Zijn uiterlijk leek sterk op dat van Cable.